# 國光劇團
國光劇團為臺灣傳統戲曲表演團體與戲劇機構，隸屬於國立傳統藝術中心，團址設於臺北市士林區的臺灣戲曲中心館內。

## 歷史
歷史可以上推到中華民國政府撤退到台灣早期，由軍方從事思想、宣傳、文藝工作的政戰（政治作戰；政治工作；政工）系統成立和營運的戲曲表演團隊。
- 1965年，限於經費，中華民國國軍各軍種裁撤絕大多數京劇以外的戲曲表演團隊，留下陸軍的陸光劇隊、海軍的海光劇隊、空軍的大鵬劇隊、聯勤的明駝劇隊等4個京劇隊，其他戲曲劇種表演團隊只有海軍陸戰隊的飛馬豫劇隊在中華民國國防部部長蔣經國支持下留存。
- 1995年，中華民國國防部決定不再經營表演藝術團隊，解散陸光劇隊、海光劇隊、大鵬劇隊（明駝劇隊1980年代已解散），原有成員由中華民國教育部整併為國立國光劇團。陸光劇隊、海光劇隊、大鵬劇隊附設的劇藝實驗學校：陸光劇藝實驗學校（陸光劇校；小陸光）、海光劇藝實驗學校（海光劇校；小海光）、大鵬劇藝實驗學校（大鵬劇校；小大鵬）整併成教育部社會教育司下轄的「國立國光劇藝實驗學校」。團本部（京劇）和專屬表演場國光劇場都設在國立國光劇藝實驗學校台北市木柵校內。
- 1996年，海軍陸戰隊飛馬豫劇隊併入國立國光劇團改為國立國光劇團豫劇隊，仍在高雄市左營區，由海軍陸戰隊飛馬豫劇隊最後1任隊長韋國泰軍職退伍轉文職雇員出任隊長。
- 1999年，國立國光劇藝實驗學校與「國立復興劇藝實驗學校」整併升格改制為國立臺灣戲曲專科學校（今國立台灣戲曲學院），原國立國光劇藝實驗學校為「木柵校區」；原國立復興劇藝實驗學校為「內湖校區」，改歸教育部技職教育司。
- 2008年3月6日，行政院文化建設委員會成立國立臺灣傳統藝術總處籌備處後，原國立國光劇團（豫劇隊獨立為臺灣豫劇團）、國家國樂團（更名臺灣國家國樂團）與國立傳統藝術中心（民族音樂資料館獨立為臺灣音樂中心）均成為國立臺灣傳統藝術總處籌備處的派出單位，國立國光劇團更名為國光劇團。

2011年1月20日，行政院通過《文化部組織法》和《國立傳統藝術中心組織法》草案，並撤回《國立臺灣傳統藝術總處組織法》草案，國立臺灣傳統藝術總處中止籌設。6月29日，總統令公布《文化部組織法》和《國立傳統藝術中心組織法》。
- 2012年，文建會升格為中華民國文化部後國立臺灣傳統藝術總處籌備處改制為國立傳統藝術中心，國光劇團、臺灣豫劇團、臺灣國家國樂團、臺灣音樂館同為派出單位。

## 歷任劇團 首長和主要創作人員
| 姓名                 | 任期                        | 備註                                                                 |
| 國光劇團團長         | 國光劇團團長                | 國光劇團團長                                                         |
| -------------------- | --------------------------- | -------------------------------------------------------------------- |
| 柯基良               |                             | 首任，教育部督學兼，並兼國立國光劇藝實驗學校首任校長                 |
| 陳兆虎               |                             | 副團長代理團長                                                       |
| 吳瑞泉               |                             | 國立台灣藝術大學教授借調團長                                         |
| 陳兆虎               | 2001年8月1日－2012年5月20日 | 2001年8月1日再度以副團長代理團長                                     |
| 陳兆虎               | 2001年8月1日－2012年5月20日 | 2001年7月30日真除調升團長                                            |
| 陳兆虎               | 2001年8月1日－2012年5月20日 | 2008年3月6日國立臺灣傳統藝術總處籌備處成立后出任副主任兼代理團長     |
| 陳兆虎               | 2001年8月1日－2012年5月20日 | 2011年7月16日起以副主任代理主任兼代理團長                            |
| 陳兆虎               | 2001年8月1日－2012年5月20日 | 2012年5月20日起專任新制國立傳統藝術中心副主任，不兼代理團長          |
| 鍾寶善               | 2012年5月20日－2016年       | 副團長升任                                                           |
| 張育華               | 2016年-現任                 |                                                                      |
| 藝術總監             |                             |                                                                      |
| 貢敏                 |                             | 代理                                                                 |
| 朱楚善               |                             |                                                                      |
| 朱芳慧               |                             | 第1位女性藝術總監                                                    |
| 王安祈               | 現任                        | 第2位女性藝術總監，2002年起，提出戲曲現代化 提升京劇文學性           |
| 音樂指導             |                             |                                                                      |
| 李門                 |                             |                                                                      |
| 李超                 | 現任                        |                                                                      |
| 排練指導             |                             |                                                                      |
| 張義奎               |                             | 歿                                                                   |
| 朱錦榮               |                             | 離休                                                                 |
| 李小平               |                             | 現轉客席特約團員                                                     |
| 王冠強               | 現任                        |                                                                      |
| 馬寶山               | 現任                        |                                                                      |
| 歷任一等演員（京劇） |                             |                                                                      |
| 高蕙蘭               |                             | 幸坪，工小生，歿                                                     |
| 朱陸豪               |                             | 家福，工武老生，已離職                                               |
| 魏海敏               |                             | 敏，工正旦；青衣，現轉客席特約兼任團員                               |
| 唐文華               | 現任                        | 慶華，工文老生                                                       |
| 温宇航               | 工小生，崑曲演員轉任        |                                                                      |
| 劉海苑               |                             | 苑，工正旦；青衣                                                     |
| 外聘導演             |                             |                                                                      |
| 沈斌                 |                             | 中國1級導演                                                          |
| 楊小青               |                             | 中國1級導演                                                          |
| 盧昂                 |                             | 中國1級導演                                                          |
| 劉元彤               |                             | 梅蘭芳和蘇盛琴的學生                                                 |
| 朱楚善               |                             | 美國                                                                 |
| 汪其楣               |                             | 台灣等                                                               |
| 外聘藝術指導         |                             |                                                                      |
| 陳永玲               |                             | 英屬香港，京劇青衣、花旦、花衫，筱翠花、荀慧生、梅蘭芳、尚小雲的學生 |
| 蔣阿炳               |                             | 蔣靄秉，英國，京劇琴師、作曲                                         |
| 趙春琪               |                             | 美國，京劇鼓師、打擊樂設計                                           |
| 楊曉輝               |                             | 中國江蘇，京劇鼓師、作曲                                             |
| 蘇煥學               |                             | 中國北京，京劇鼓師、打擊樂設計                                       |
| 王金璐               |                             | 馬連良學生，中國北京                                                 |
| 趙永偉               |                             | 王金璐學生，中國北京                                                 |
| 謝光榮               |                             | 中國北京，京劇鼓師、打擊樂設計                                       |
| 宋士芳               |                             | 中國黑龍江，京劇琴師、作曲                                           |
| 安雲武               |                             | 馬連良學生，中國北京                                                 |
| 馬金鳳               |                             | 中國豫劇，曾與梅蘭芳藝術交流                                         |

## 大型公演

### 京劇
- 《媽祖》（貢敏編劇，李門編腔作曲指揮，盧亮輝編曲配器，呂永輝打擊樂設計、打鼓，楊小青導演）
- 《鄭成功與臺灣》（曾永義編劇，朱紹玉編腔作曲指揮，盧昂、朱錦榮導演）
- 《廖添丁》（邱少頤、沈惠如編劇，朱紹玉編腔作曲指揮，范宗沛編曲配器，李小平導演，京劇現代戲）
- 《大將春秋：蕭何與韓信》（李門編腔作曲指揮，盧亮輝編曲配器）
- 《白蛇傳》（田漢編劇，李門音樂指導）
- 《風火小子紅孩兒》（李門音樂指導，兒童京劇）
- 《禧龍珠》《唱腔編曲劉琢瑜，音樂指導(李門)，兒童京劇）
- 《美猴王》（孫立言音樂指導，呂永輝打擊樂設計、打鼓，李小平導演）
- 《閻羅夢》（陳亞先編劇，金國賢編腔作曲，劉琢瑜編曲指揮，李小平導演）
- 《未央天》（劉慧芬編劇，朱紹玉編腔作曲指揮，李門音樂負責）
- 《地久天長釵鈿情》（劉慧芬編劇，朱紹玉編腔作曲指揮，李門音樂負責、領奏）
- 《牛郎織女天郎星》（曾永義編劇，朱紹玉編腔作曲指揮，李門音樂負責，蘇煥學打擊樂指導，朱楚善、花臉唱曲，朱錦榮導演）
- 《王熙鳳大鬧寧國府》（陳西汀編劇，顧永湘編腔作曲，盧亮輝編曲配器，李超音樂指導，李小平導演）
- 《李世民與魏徵唱曲線編，[(劉琢瑜)]（陳亞先編劇，李門編腔作曲、領奏，盧亮輝編曲配器，李超音樂指導，李小平導演）
- 《三個人兒兩盞燈》（王安祈、趙雪君編劇，李超編腔作曲、領奏，李小平導演）
- 《王魁負桂英》（俞大綱編劇，李超編腔作曲、領奏）
- 《新繡襦記》（俞大綱編劇，李超編腔作曲）
- 《胡雪巖》（劉慧芬編劇，李超編腔作曲、領奏）
- 《秦香蓮》（李超音樂指導）
- 《金鎖記》（張愛玲小說原著，王安祈、趙雪君編劇，李超音樂指導、編腔作曲，李小平導演，京劇現代戲）
- 《快雪時晴》（施如芳編劇，李超編腔；鍾耀光編曲配器，簡文彬指揮國家交響樂團，台灣史上第1部大型西方管弦樂伴奏的「大型交響京劇」，李小平導演）
- 《龍女牧羊》（劉元彤導演）
- 《天下第一家》（貢敏編劇，李超編腔作曲）
- 《王有道休妻》（王安祈編劇，李超編腔作曲）
- 《狐仙故事》（趙雪君編劇，李超編腔作曲）
- 《孟小冬》（王安祈編劇，鍾耀光作曲編曲指揮臺北市立國樂團，第2版盧亮輝作曲編曲）
- 《神算記》（林戈明原著，劉慧芬編劇，李超音樂指導、編腔作曲、胡琴，李小平導演）
- 《百年戲樓》（王安祈、趙雪君、周慧玲編劇，李超音樂指導，周以謙音樂設計，李小平導演）
- 《艷后和她的小丑們》（紀蔚然編劇、李超音樂指導、唱腔設計、胡琴，李小平導演）
- 《水袖與胭脂》（王安祈、趙雪君編劇、李超音樂指導、馬蘭唱腔設計、胡琴，李哲藝編曲配器，李小平導演）（［劉琢瑜］）特邀。[(胡雪年度大戲)]導演，([汪棋眉名導演])。唱腔設計[(朱绍玉等)]

### 崑劇（崑曲）
- 《梁山伯與祝英台》

### 豫劇（臺灣豫劇團成立前）
- 《中國公主杜蘭朵》（王基笑、趙國安音樂設計）
- 《秦少游與蘇小妹》（范立方、范丹珩音樂設計）
- 《大腳皇后》（许宝勋音樂設計）
- 《王魁負桂英》（耿玉卿音樂設計）
- 《豫韻台灣情》
- 《武與婉兒》（耿玉卿音樂設計）
- 《曹公外傳》（耿玉卿音樂設計）
- 《田姐與莊周》（耿玉卿音樂設計）
- 《少年齊桓公傳奇》（耿玉卿音樂設計）
- 《龍宮奇緣》（兒童豫劇）
- 《錢要搬家了》（兒童豫劇）
- 《劉姥姥》（许宝勋音樂設計）
- 《慈禧與珍妃》（左奇偉音樂設計，安之語編曲配器）

## 外部連結
- 國光劇團官方網站（页面存档备份，存于）
- 國光劇團的Facebook專頁